# Oskar Adelsohn
Oskar Adelsohn, född den 24 maj 1894 i Karlstad, död den 22 juni 1983 i Stockholm, var en svensk jurist. Han var bror till Harald och Arne Adelsohn samt far till Ulf Adelsohn.

## Biografi
Adelsohn avlade studentexamen 1912 och juris kandidatexamen vid Uppsala universitet 1917. Han genomförde tingstjänstgöring i Mellansysslets domsaga 1918–1921. Adelsohn blev amanuens i justitiedepartementet 1922, andre kanslisekreterare där 1930, tillförordnat kansliråd 1943 och kansliråd i Kunglig Majestäts kansli 1944. Han var kansliråd i justitiedepartementet 1947–1961. Adelsohn blev riddare av Vasaorden 1939 och av Nordstjärneorden 1947 samt kommendör av sistnämnda orden 1956. Han vilar i hustruns familjegrav på Norra begravningsplatsen utanför Stockholm.